# Specchio della perfezione
Specchio di perfezione o Speculum perfectionis o Legenda antiquissima è un'opera di scrittore anonimo sulla vita di San Francesco d'Assisi composta entro il primo ventennio del Trecento.
Creduta per molto tempo opera di frate Leone, compagno fedele del santo, lo Specchio di perfezione è in realtà opera anonima dovuta ad una revisione di materiali contenuti nella Legenda Perusina.
Il manoscritto più antico dello Speculum si trova a Firenze nel monastero d'Ognissanti e riporta la data del 1318.